# Pont du Morbihan
Die Pont du Morbihan ist eine Straßenbrücke bei La Roche-Bernard im Département Morbihan in der französischen Region Bretagne. Sie führt die vierspurige Route nationale 165 von Nantes nach Brest zwischen den Gemeinden Nivillac und Marzan über den Fluss Vilaine. Wegen ihrer verkehrspolitischen Bedeutung als „Eintritt“ in das gleichnamige Département wurde sie Pont du Morbihan genannt.

## Lage
Die Brücke befindet sich ca. 900 m flussaufwärts der älteren Hängebrücke Pont de La Roche-Bernard und führt damit den Fernverkehr nördlich am Ort vorbei.

## Konstruktion
Die 376 m lange und 20,3 m breite Pont du Morbihan ist eine Stahlbeton-Bogenbrücke mit einer Stützweite von 201 m und einem aufgeständerten Fahrbahnträger aus einer Verbundkonstruktion. An den beiden Rändern des Bogens befindet sich eine Treppe für Fußgänger, damit diese die Vilaine überqueren können, da die RN 165 ausschließlich für den Straßenverkehr bestimmt ist.
Der Bogen besteht aus zweimal 27 Hohlkasten-Betonsegmenten von je 3,90 m Länge, jedes ca. 100 t schwer, und einem Schlusssegment von 0,80 m Länge. Jedes Element ist 8,25 m breit; die Höhe variiert zwischen 3,50 m im unteren Teil und 2,90 m in der Spitze. Die 20,30 m breite Deckplatte ist eine Verbundkonstruktion aus Stahl und Stahlbeton. Auf ihr sind vier Fahrspuren angelegt. Die Platte ruht mittels Pfeilern auf dem Bogen im Abstand von 32 bis 36 m.